# Олень пампасний
Олень пампасний (Ozotoceros bezoarticus) — вид парнокопитних ссавців родини Оленеві (Cervidae).

## Поширення
У минулому пампасний олень був поширений в пампах Бразилії, Болівії, Парагваю, Аргентини та Уругваю; в даний час з більшості районів зник або став дуже рідкісним оленем. Пампасний олень одного підвиду (О. b. color) знаходиться на межі повного зникнення: лише в одному приватному заповіднику в провінції Буенос-Айрес збереглося маленьке стадо.

## Опис
Довжина його тіла 110—130 см, висота — 70-75 см, маса — 30- 40 кг. Роги самців невеликі, звичайно несуть три відростки. Середні копита вузькі, а бічні маленькі, розташовані високо. Шерсть злегка хвиляста, тонка, з густим підшерстям. Посередині спини проходить смуга подовженого волосся.

## Спосіб життя
Мешкає в сухих відкритих трав'янистих пампах, які зараз інтенсивно розорюються, що й спричиняє за собою скорочення ареалу, оскільки цей олень живе тільки в цілинному степу. Тримається парами або маленькими сімейними групами. Пампасний олень відрізняється сильним часниковим запахом, який виділяють міжкопитні залози. Біологічно цікавий тим, що самець під час гону тримається завжди тільки з однією самкою і обоє батьків виховують і активно захищають дитинча. Це один з рідкісних випадків моногамії в оленів. У різних частинах ареалу розмножується в різні терміни: в Аргентині молоді з'являються в квітні, в Парагваї — у травні — червні, в інших місцях — в жовтні і січні. Оленя народжується завжди один, шоколадного кольору, і чотирма білуватими рядами плям. При небезпеці мати відводить хижака, зображуючи себе кульгаву. Самець бігає кругом, відволікає увагу переслідувача, а іноді і кидається на ворога.